# Noh Jin-kyu
Noh Jin-kyu (ur. 20 lipca 1992, zm. 3 kwietnia 2016) – południowokoreański łyżwiarz szybki, startujący w short tracku. Pięciokrotny mistrz świata.